# 沙定洲之亂
沙定洲之亂，又称明末沙定洲之亂、沙普之亂，指明末清初在云南境內的一场土司叛乱，后被大西军平定。

## 过程
明朝时期在云南当地除了设立了巡抚制度以外还有土司制度，而黔国公沐英的沐氏家族也掌握了很大的兵权，在政治上和经济上在云南也具有举足轻重的地位。1644年，李自成攻陷北京，崇祯帝自杀，全国上下一片混乱。1645年九月，武定土司吾必奎趁机叛乱，其率叛军先后攻下大姚、定远、姚安，全滇震动。黔国公沐天波等人急忙下令调集石屏土司龙在田、嶍峨土司王扬祖、阿迷州土司沙定洲、宁州土司禄永命、景东土司刁勋等部。九月，明军击败叛军，吾必奎及其党羽皆被明军俘虏。而后沙定洲以临安府生员汤嘉宾（万氏妹之夫）为谋主，以图利用沐府同云南巡抚、三司官间矛盾、各土司的向背不一而割据云南，故其麾下军队于吾必奎乱后仍滞于昆明。沐天波因定洲之父沙源一贯忠贞，不疑有他，还在黔国公府内多次设宴。1645年十二月初一，沙定洲部署已定，以告辞为名，亲自率军攻入黔国公府，同时分派部众占领昆明各门。由于变生意外，沐天波来不及组织有效的抵抗，率亲信携官印、铁券等物逃往西宁，途中由龙在田、禄永命等护卫下逃至楚雄，依金沧兵备道杨畏知所部自保，而其母陈氏和妻子焦氏未能随行，仓卒中被迫逃入尼庵自尽。
沙定洲攻占昆明后，自称“总府”，其妻万氏称主母。“并舆出入，遍谒缙绅。滇中豪右投为谋划者甚众”。沙定洲发兵追击沐天波，于楚雄被杨畏知所部明军击败。攻楚雄不克后，沙定洲发兵将楚雄重重围困，并积极收取云南各地，一时间除了杨、沐治下的楚雄以西地区外，沙定洲已控制云南全境，而沐府累世蓄积财富皆被沙定洲所得。“沐氏世镇云南，府藏盈积。佛顶石、青箭头、丹砂、落红、琥珀、马蹄、赤金皆装以箧，箧皆百斤，藏以高板，板库五十箧，共二百五十余库，他珍宝不可胜计。定洲运入本峒，累月不绝”。而后沙定洲下令凡愿受其指挥之各府县汉人流官一律留任，且迫使云南巡抚吴兆元、在籍大学士禄丰人王锡衮给南明隆武帝上疏，“天波反，定洲讨平之，宜以代镇云南。”王锡衮于崇祯年间官至吏部左侍郎，南明隆武时又晋升为东阁大学士礼、兵二部尚书督师云贵湖川广五省军务，其由故乡禄丰至昆明时，适逢沙定洲之变，遭其软禁。至此云南局势恶化，直至1647年三月，在贵州活动的大西军将领孙可望和李定国等得知后，率大西军入滇，才彻底粉碎了沙定洲叛乱 。
1647年，大西军被清军击败，应龙在田之策南下入滇。“张献忠被诛于西充，其义男孙可望等率残兵由遵义入黔。龙在田使人告变，且劝其至滇。可望因诈称黔国焦夫人弟率兵来复仇。云南初苦沙乱，皆延颈望其来，不知为贼也。”而“云贵人民深信，一路俱如此传播，故贼兵所至，悉开门降。长驱而来，全无梗阻。”三月二十五日，大西军占领平彝（今云南富源）。二十八日，大西军攻克交水。二十九日，大西军移兵曲靖，歼灭沙定洲所设守军500名，俘获南明云南巡按御史罗国 。后大西军南下阿迷州（今云南开远），于蛇花口击败沙定洲援军1000。沙定洲见兵力不敌，又误认大西军确系焦氏家族所召援兵方能熟知地理，因此于四月十八日主动放弃昆明，逃回阿迷州，并于行前命其部将杜其飞将软禁于贡院的大学士王锡衮斩杀。四月下旬，大西军连破叛军，进入昆明。“二十四日，孙、李诸军入城，秋毫无犯”。五月，孙可望、李定国、刘文秀、艾能奇“以事权不一，推可望为帅”。五月十九日，李定国率大西军至临安（府治今云南建水）。二十二日，大西军以掘坑道至墙下而填塞火药之“放迸法”炸倒东南面城墙，后迅速占领全城，击败沙定洲部将李柯楚。然此时原昆阳知州冷阳春和晋宁举人段伯美举兵叛乱，李定国惟恐后方有失，立即“星夜回兵”。六月二十三日，两州叛军被大西军全数剿灭。同时刘文秀率大西军由昆明北上，经富民收取武定州、和曲、禄劝等地，然后向西推进，占领鹤庆、丽江、剑川，平定滇西北。八月，孙可望率军经禄丰进攻杨、沐据守之楚雄、大理等滇西地区。南明军队于禄丰城东狮子口被大西军击溃，杨畏知被俘，孙可望对其再三劝降。经过谈判，双方约定：一，不用大西年号；二，不妄杀人；三，不焚庐舍、淫妇女。
九月，刘文秀率大西军进抵永昌（今云南保山），以“共扶明后，恢复江山”为条件和沐天波达成一致。沐天波行文招抚各土司，迤西一带不战而下，“各土司次第来归”，“去方三月，而迤西尽平”。1647年十月，云南全境仅存阿迷州仍于沙定洲控制之下，而东川（今云南会泽） 土司禄万亿、禄万兆则心存观望，不肯向大西军按额纳饷。1648 年五月，孙可望派定北将军艾能奇率领军征剿东川。大西军进至距东川30里处遭禄氏土兵伏军袭击，艾能奇身中毒箭，被连夜抬回昆明，不治身亡。孙可望下令给予厚葬，另派军取道壁谷坝，击溃禄氏土兵，东川及其附近州县土司至此平定。当年七、八月间，李定国、刘文秀率大西军南征阿迷州。由于道路崎岖，粮饷难继，孙可望“乃起省城民夫，每户夫一名，每名领二斗，至临安交米一斗五升，其五升给夫作口粮；省城每夫一名脚价银二三两不等”，民“乐于挽运，不知其苦”。而后大西军迅速击败沙定洲军，攻克阿迷，围沙定洲于其老寨佴革龙。 因沙定洲军屡乘夜间下山取水，故李定国令大西军于水源处立砦，分兵把守。叛军因饥渴难耐，被迫投降，沙定洲、万氏等头目被解往昆明。而后大西军“招抚附近地方，凡附逆者悉不究，各安农事。如是出降络绎不绝。李定国抚慰赏劳之，出令不许掳掠，违者立斩。 自是迤东半壁安堵矣”。十月，沙定洲、万氏、汤嘉宾等于昆明被处决，标志着沙定洲之乱彻底平息。